# Alberto Bonacossa

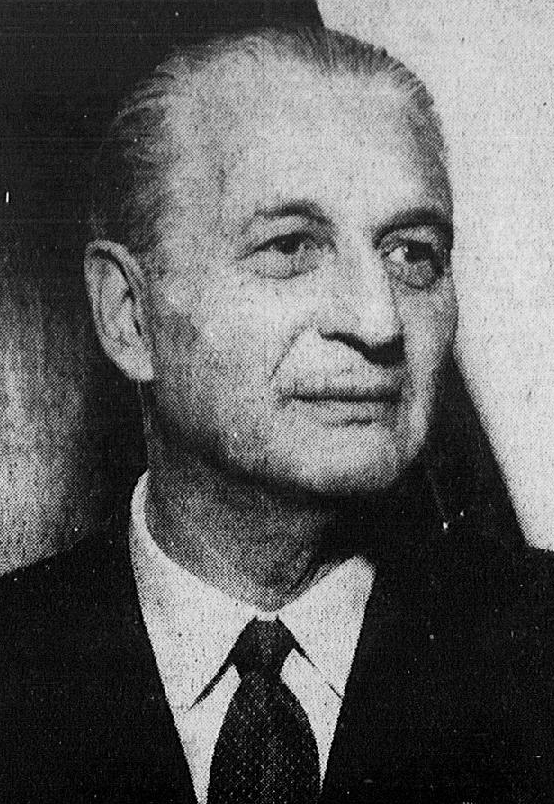
Bonacossa (um 1950)

Graf Alberto Bonacossa (* 24. August 1883 in Vigevano, Königreich Italien; † 31. Dezember 1953 in Mailand) war ein italienischer Tennisspieler, Eiskunstläufer und hochrangiger Sportfunktionär. Er fungierte ab 1912 als Mitglied des Nationalen Olympischen Komitees Italiens (CONI) und gehörte darüber hinaus ab 1925 dem Internationalen Olympischen Komitee (IOC) an. Sein wichtigstes Verdienst für den italienischen Sport war, neben der Leitung verschiedener nationaler Sportverbände, die Koordinierung der erfolgreichen Bewerbung der Stadt Cortina d’Ampezzo um die Austragung der Olympischen Winterspiele 1956. Darüber hinaus fungierte er ab 1932 als Herausgeber der Sportzeitung Gazzetta dello Sport.

## Leben
Alberto Bonacossa wurde 1883 in Vigevano geboren. Die Familie Bonacossa hatte ab der Mitte des 19. Jahrhunderts die Seidenindustrie in der Lomellina aufgebaut. Sein Vater Cesare Bonacossa wurde für seine unternehmerischen und sozialen Verdienste 1913 geadelt und gehörte zwischen 1913 und 1919 der Abgeordnetenkammer an. Aldo Bonacossa war der zwei Jahre jüngere Bruder von Alberto Bonacossa.
Nach der Jahrhundertwende studierte Alberto Bonacossa in Zürich und an der Technischen Hochschule Karlsruhe. Zeitweise lief er zu der Zeit als Fußballspieler für den Grasshopper Club Zürich bzw. 1904/05 den Karlsruher FV auf. Er war Chemieingenieur von Beruf und begeisterter Tennisspieler, 1914 veröffentlichte er ein italienisches Tennis-Handbuch. Im Alter von 36 Jahren nahm er am Tennis-Einzelwettbewerb der Olympischen Sommerspiele 1920 in Antwerpen teil, bei dem er allerdings bereits in der ersten Runde gegen Carl-Erik von Braun ausschied. 1930 begründete er in seiner Funktion als Präsident des Mailänder Tennisclubs die Offenen Italienischen Meisterschaften, aus denen später das Rom Masters entstand, das als Teil der Masters-Serie zu den wichtigsten Turnieren im Herrentennis zählt. Er gewann 1937 und 1939 die Italienischen Meisterschaften im Doppel und agierte außerdem für wenige Matches 1934 als Kapitän für die italienische Davis-Cup-Mannschaft. Er veröffentlichte 1914 einen beliebten Tennis-Ratgeber.
Neben seinen Aktivitäten im Tennis siegte er zehnmal bei den Italienischen Einzelmeisterschaften im Eiskunstlauf und dreimal beim Paarwettbewerb zusammen mit seiner Frau, die darüber hinaus siebenmal italienische Einzelmeisterin wurde. 1926 gründete er die Italienische Eissport-Föderation, für die er in den Jahren 1926/1927 auch als Präsident fungierte, als Dachverband der nationalen Eislauf-, Eishockey- und Bobsport-Vereinigungen des Landes, die er in Personalunion leitete. Zu den weiteren Sportarten, in denen er in Italien in administrativen Funktionen tätig war, zählten unter anderem der Motorsport und der alpine Skisport. Darüber hinaus war er ab 1932 Besitzer und Herausgeber der Sportzeitung Gazzetta dello Sport. 1912 wurde Alberto Bonacossa Mitglied des Nationalen Olympischen Komitees Italiens (CONI), für das er von Ende Juli bis Ende September 1943 kommissarisch als Präsident fungierte. Von 1925 bis zu seinem Tod gehörte er darüber hinaus dem Internationalen Olympischen Komitee (IOC) an, in dessen Exekutivkomitee er von 1935 bis 1952 tätig war.
Alberto Bonacossa stand Benito Mussolini persönlich nahe, setzte sich mit seinen Sportzeitungen für die Ziele des italienischen Faschismus ein und sorgte außerdem für die Kontinuität im CONI zwischen der faschistischen und der post-faschistischen Zeit. Darüber hinaus koordinierte er die langjährigen Bemühungen um die Austragung von Olympischen Winterspielen in Italien, die schließlich 1956 zu den Winterspielen in Cortina d’Ampezzo führten, nachdem die Stadt bereits für die infolge des Zweiten Weltkrieges ausgefallenen Winterspiele von 1944 vorgesehen war. Die Austragung der Spiele erlebte er nicht mehr, da er 1953 in Mailand starb.

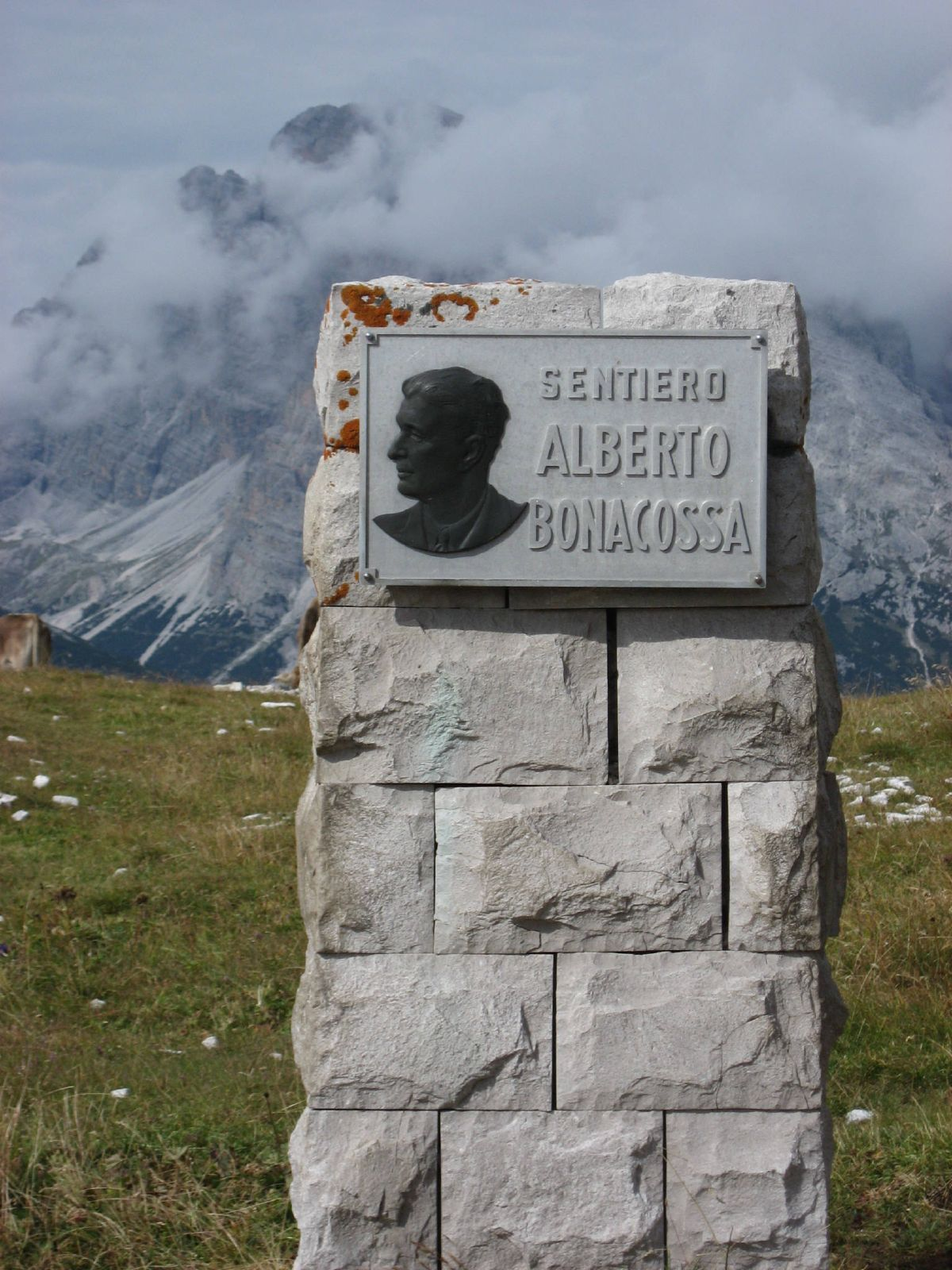
Eine Hinweistafel mit einem Bildnis Alberto Bonacossas an dem nach ihm benannten Höhenweg in den Dolomiten

## Erinnerung und Würdigung
Das Nationale Olympische Komitees Italiens stiftete nach dem Tod von Graf Alberto Bonacossa die nach ihm benannte Alberto-Bonacossa-Trophäe, die bis 1971 vom IOC an Nationale Olympische Komitees verliehen wurde, welche sich im Jahr vor der Verleihung in besonderer Weise um die olympische Bewegung und die Verbreitung der olympischen Ideale verdient gemacht hatten. Die Straße Via A. Bonacossa, an der sich das olympische Eisstadion in Cortina d’Ampezzo befindet, trägt ihm zu Ehren seinen Namen. Am Stadion selbst befindet sich eine Gedenktafel, mit der seine Rolle bei der Vergabe der Olympischen Winterspiele von 1956 gewürdigt wird. Auch der Bonacossaweg (Sentiero A. Bonacossa), ein Höhenweg in den Sextener Dolomiten, wurde nach ihm benannt.

## Werke
- Das Tennis (Il Tennis, 1914)